# Alex Wright (fútbol americano)
Alexander Wright (Elba, Alabama, 5 de septiembre de 2000) más conocido como Alex Wright, es un jugador profesional estadounidense de fútbol americano, se desempeña en la posición de defensive end en Cleveland Browns, en la National Football League (NFL).

## Carrera
Fue seleccionado en la tercera ronda en la Reunión Anual de Selección de Jugadores de la NFL de 2022. Hizo su debut profesional con el equipo Cleveland Browns, donde lleva jugando dos temporadas.